# Calathea mirabilis
Calathea mirabilis là một loài thực vật có hoa trong họ Marantaceae. Loài này được Jacob-Makoy ex E.Morren mô tả khoa học đầu tiên năm 1874.

## Hình ảnh

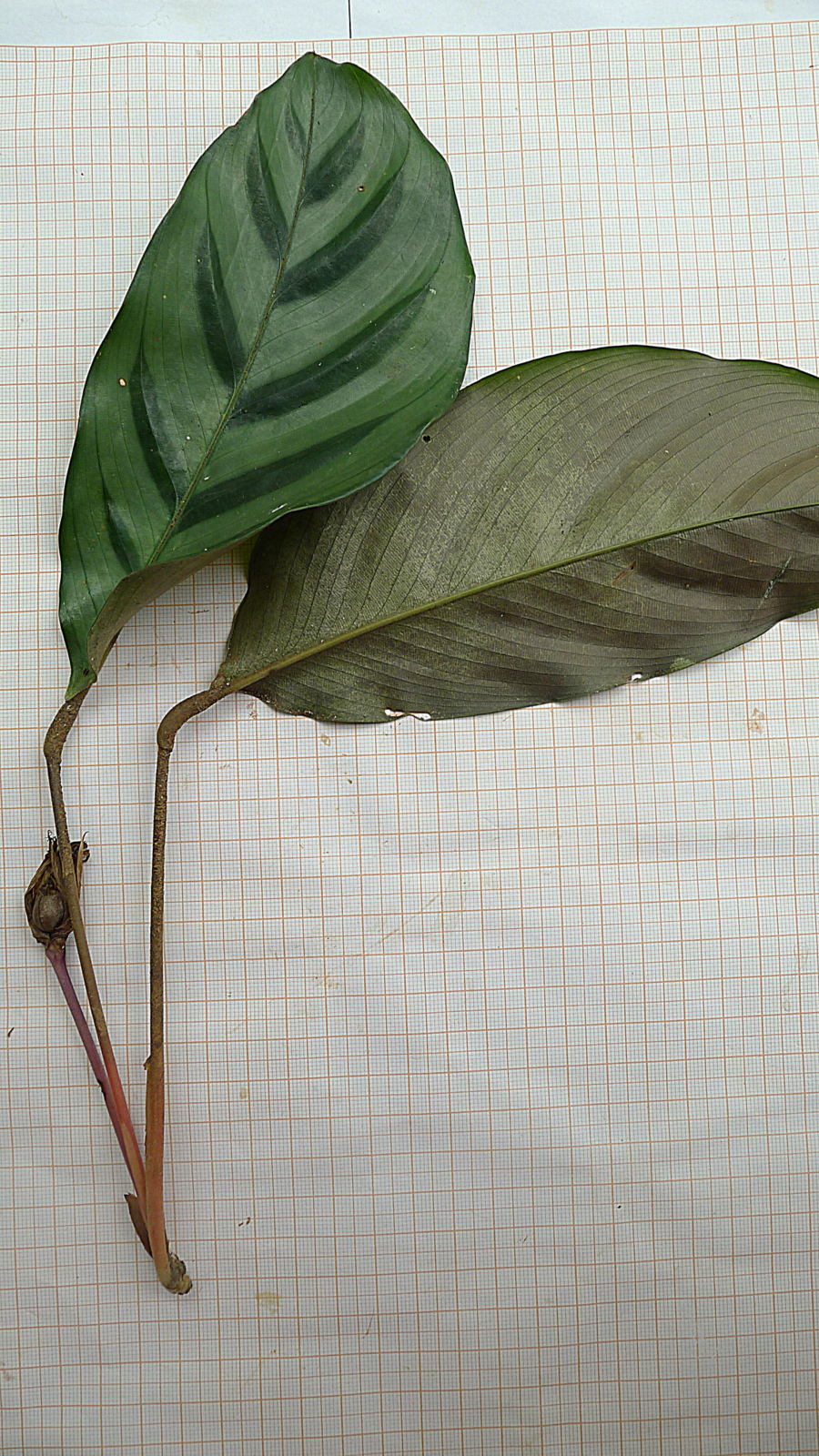
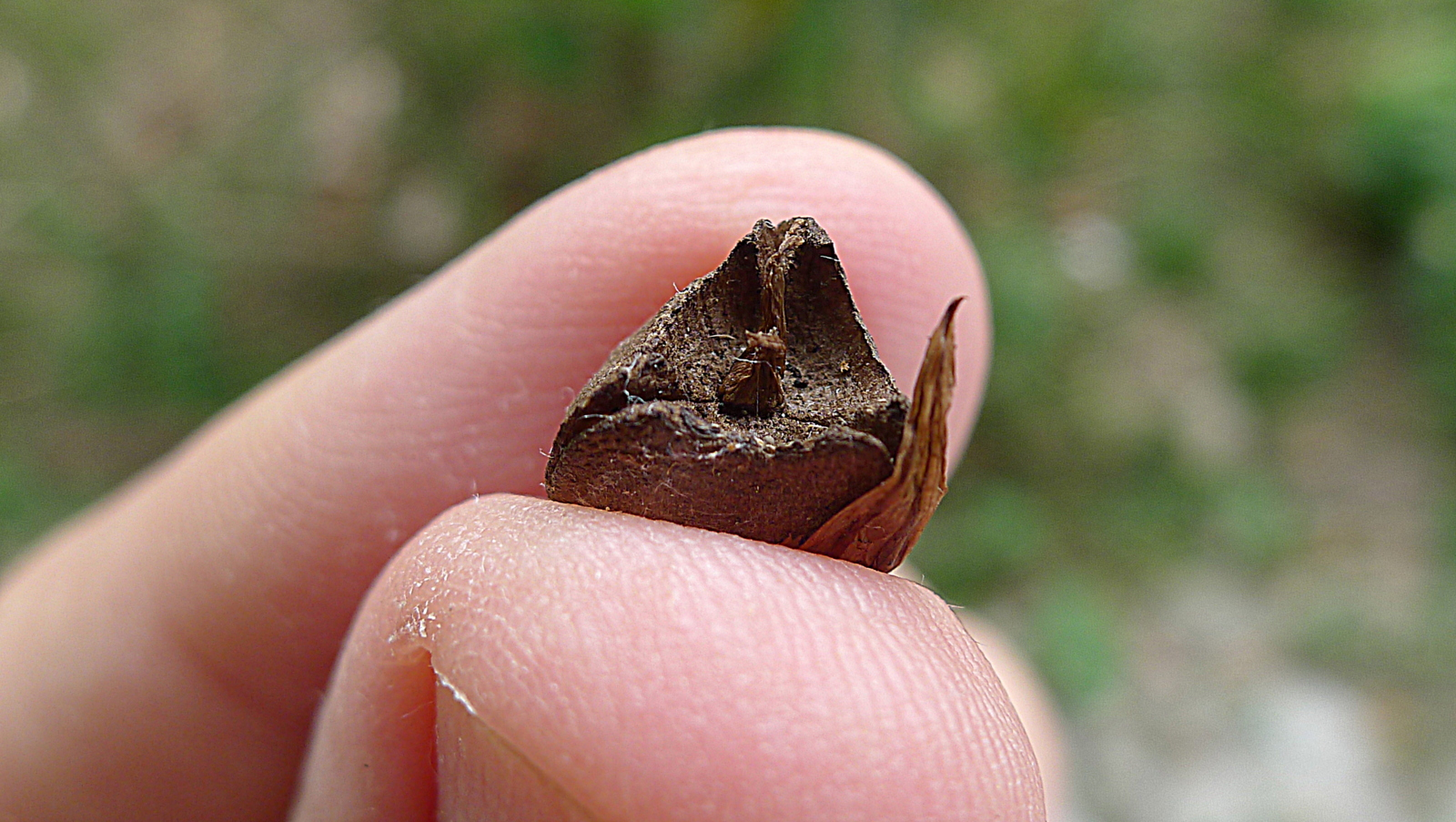
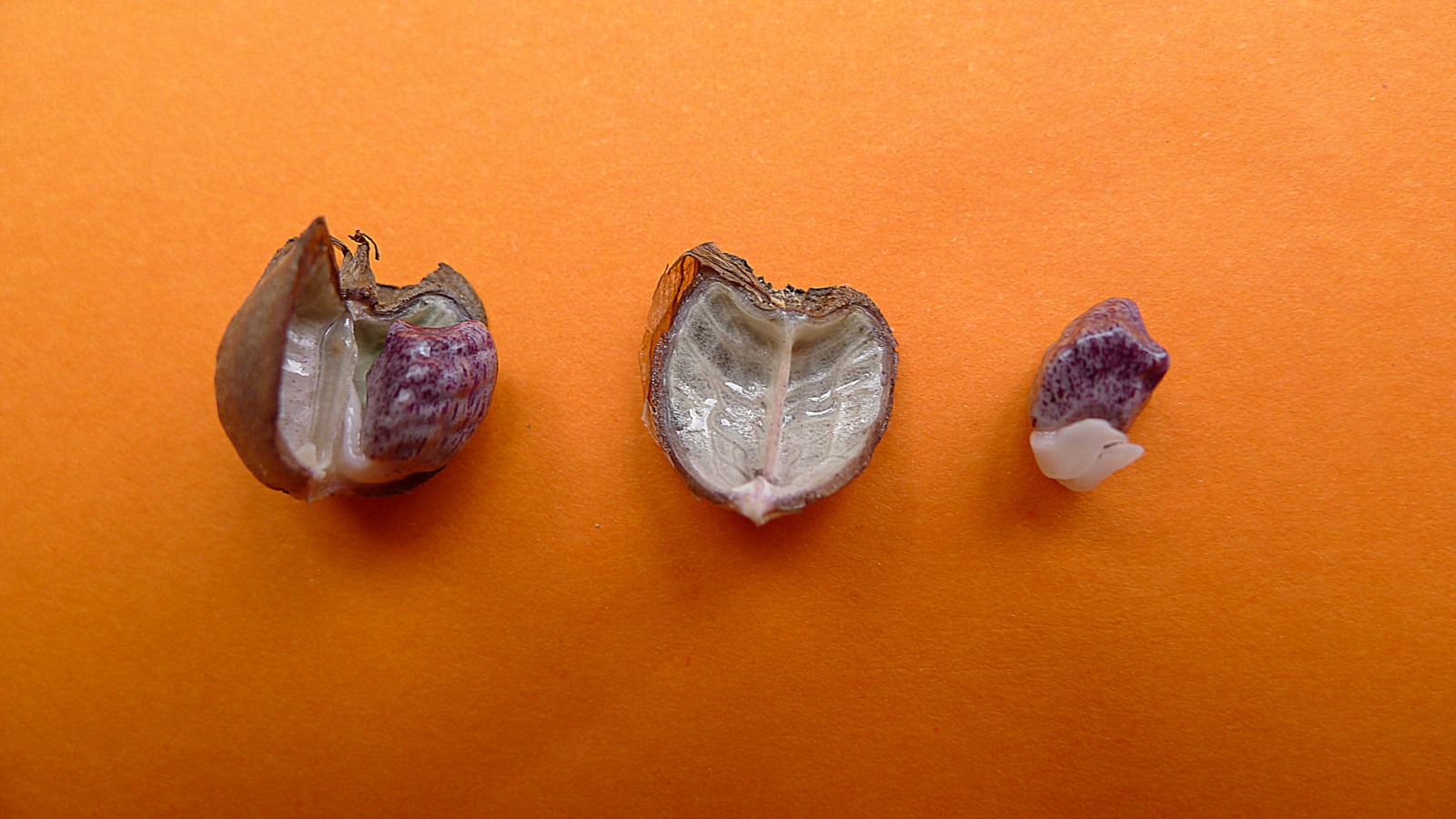
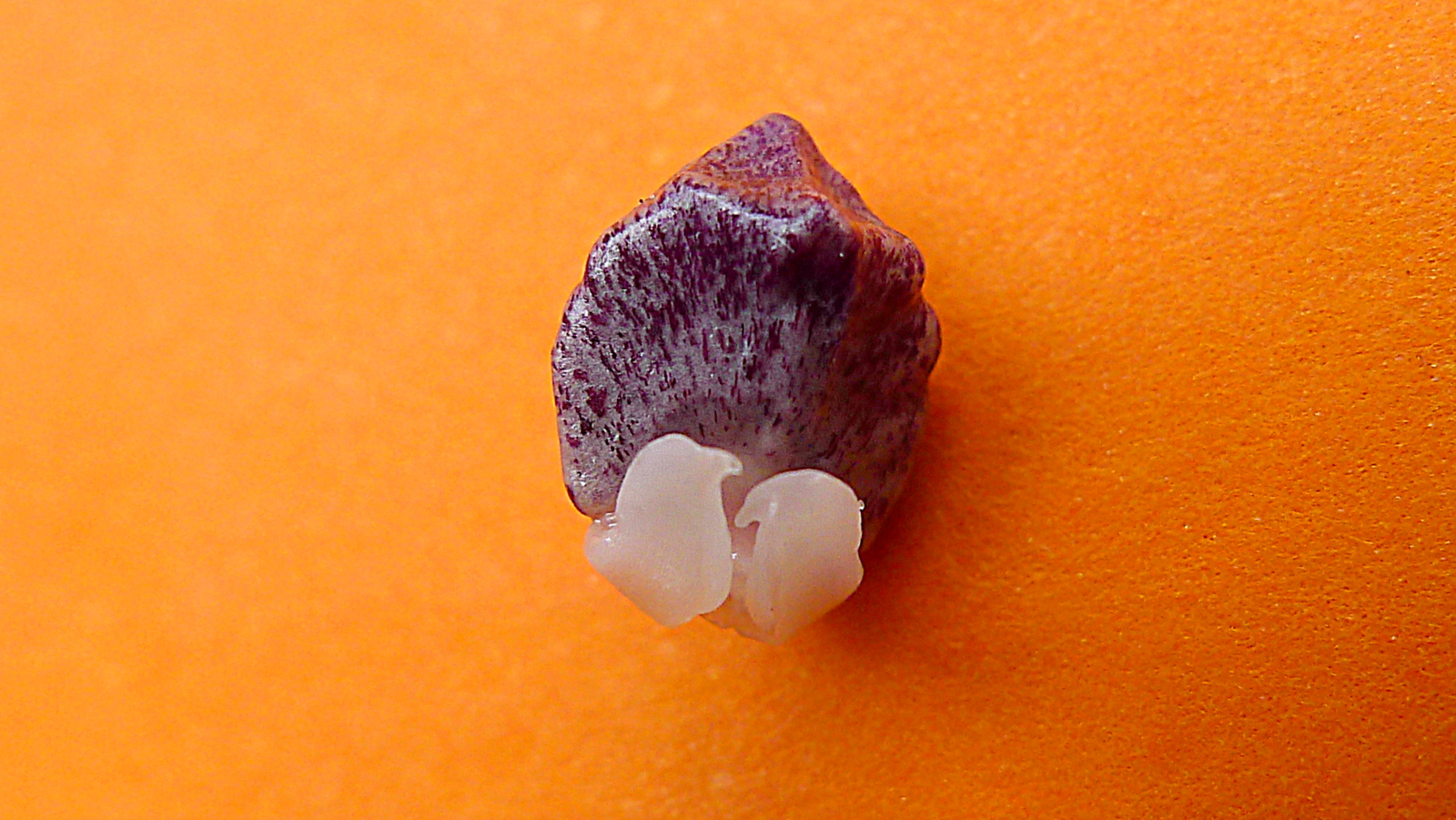